# Šachy (muzikál)
Šachy (orig. The Chess) je muzikál Bennyho Anderssona, Björna Ulvaeuse z ABBY (hudba) a Tima Rice (libreto). Pojednává o dvou mistrovstvích světa v šachu za studené války a s nimi spojenými rusko-americkými šarvátkami. Vznikl ve Velké Británii roku 1984.

## Postavy
- Florence Vassy – Američanka, původem z Maďarska, původně sekundantka a milenka Fredericka Trumpera, poté i Anatolije
- Frederick Trumper (The American) – americký šachový mistr
- Anatolij Sergejevskij (The Russian) – ruský šachový mistr
- Alexandr Molokov – agent KGB
- Walter DeCourcey – americký agent
- Světlana Sergejevská – Anatolijova manželka
- Rozhodčí

## Děj muzikálu
Pořadí písní a struktura děje se v jednotlivých provedeních muzikálu liší. Následující popis děje sleduje zejména dánské turné a z něj vycházející českou verzi.

### 1. dějství
V předehře a úvodu Rozhodčí se sborem vypráví dějiny šachové hry (A Story of Chess/Příběh šachů).
Do italského alpského městečka Merana přijíždí na šachové mistrovství světa americký velmistr Frederick Trumper spolu se svou sekundantkou a milenkou Florence Vassy a americkým agentem Walterem DeCourcey. Sbor v roli místních zpívá o krásách městečka (Merano). Florence (v novinách označená jako křehká Američanka původem z Maďarska) předčítá Frederickovi titulky světových novin, které ho vykreslují jako enfant terrible šachové hry. Zároveň jej nabádá, aby se na nadcházející tiskové konferenci nenavážel do sovětského soupeře (Commie Newspapers/Komoušské noviny).
Frederick se na tiskové konferenci naváží do sovětského soupeře. Novináři mu oponují. Frederick napadá reportéra za poznámky o jeho vztahu s Florence (Press Conference/Tisková konference).
Tiskovou konferenci sleduje sovětský velmistr Anatolij Sergejevskij s agentem KGB Alexandrem Molokovem (Anatolij & Molokov). Molokov Sergejevského nabádá, aby pro výhru využil všech dostupných prostředků – aby se pokusil získat výhodu působením na Florence. Anatolij jej odmítá (Where I Want To Be/Tam, kde jsem chtěl být).
V kanceláři rozhodčího se scházejí obě delegace (Diplomats/Diplomaté). Rozhodčí dává najevo svou nestrannost a nadhled nad hrou nezávisle na jejích hráčích (Arbiter/Rozhodčí).
Do ulic města se vydávají obchodníci se šachovými suvenýry. Přizvukuje jim (a jejich touze po zisku) starosta Merana (Merchandisers/Obchodníci).
Během první hry mezi velmistry neudrží Frederick nervy na uzdě a shazuje figury ze stolu. Rozhodčí je znechucen neúctou ke hře.
Postavy příběhu v pozadí se snaží zjednat nápravu situace. (Quartet - A Model Of Decorum And Tranquility). Američané se snaží Frederickův výlev vysvětli sovětskou provokací. Molokov naléhá na Florence, aby z východoevropanské sounáležitosti slevila ze svých požadavků. Florence, která si až příliš pamatuje budapešťské povstání v roce 1956, si stojí za svým. Nakonec dochází k dohodě – Florence a Frederick se má setkat s Anatolijem v meranské horské hospodě.
Frederick si hulvátsky zařizuje na americké straně větší finanční prostředky (1956 – Budapest Is Rising/1956 – Budapešť povstává). Vyčítá Florence, že se o to nijak sama nezasloužila a že se místo toho paktuje s "nepřítelem". Znovu naráží na budapešťské povstání a zmiňuje Florencina zmizelého otce. Florence pochybuje o své loajalitě (Nobody's side/Na ničí straně).
V alpské hospodě vládne dobrá nálada (Der Kleine Franz). Florence se potkává s Anatolijem. Zjišťují, že druhá strana není tak zlá, jak tvrdí propaganda, a přeskakuje mezi nimi jiskra (Mountain Duet/Horský duet). U toho je nachytává zpožděný Frederick. Florence se s ním rozchází (Florence Quits/Florence končí).
Frederick ventiluje negativní emoce skrz vzpomínky na nešťastné dětství (Pity the Child/Píseň lítosti). Přes hotelového poslíčka odesílá odstoupení od turnaje. Světovým šachovým mistrem se stává Anatolij.
Anatolij žádá o azyl na americké ambasádě. V imigračním dotazníku uvádí, že je ženatý a má děti – k překvapení Florence i Waltera, kteří jej doprovázejí. Pracovníci ambasády si stěžují na práci, kterou se slavnými imigranty mají (Embassy Lament/Nářek na ambasádě).
Anatolij je rozpolcený mezi nově nalezenou láskou a domovinou (Heaven Help My Heart/Bože, pomoz nám) a svou původní vlastí (Anthem/Óda).

### 2. dějství
Na následujícím šachovém mistrovství se Frederick objevuje jako televizní hlasatel (The Golden Bangkok, One Night In Bangkok/Zlatý Bangkok, Noc v Bangkoku).
Za americkou stranu na mistrovství vystupuje Anatolij. Florence jej varuje, že si musí dát před sovětskou stranou pozor (One More Opponent/Další protivník). Prý má na mistrovství dorazit jeho žena. Stvrzují si svou lásku (You and I/Ty a já).
Molokov si pochvaluje nového sovětského velmistra, Leonida Viiganda, který se nezajímá o nic jiného, než o šachy (Soviet Machine/Sovětský stroj). Všichni členové sovětské delegace, krom Viiganda, se opijí.
Walter v televizním studiu nabádá Fredericka, aby v nadcházejícím rozhovoru Anatolije nešetřil. Má také záznam příjezdu Světlany, Anatolijovy manželky, do Bangkoku. Anatolij není z rozhovoru nadšený a po Frederickových výpadech a videu své ženy odchází ze studia (The Interview/Interview).
Molokov se přiznává, že Světlanu nechal přivézt do Bangkoku, aby Anatolije přesvědčila k prohře. To se jí ale nepodaří. Walter přesvědčuje Florence, aby Anatolije přesvědčila k prohře, pak že dokážou dostat ze Svazu jejího doposud nezvěstného otce. Florence mu nevěří. Frederick se snaží získat Florence zpět (The Deal/Kšeft).
Florence se potkává se Světlanou. Florence ví, že na rozdíl od Světlany nemůže dát Anatoliovi to, co on potřebuje. Obě vědí, že ani jedna z nich s ním nemůže být. (I Know Him So Well/Jak dobře ho znám).
Frederick se setkává s Anatoliem v hotelu, aby mu poradil ve hře proti Viigandovi. Anatolij nejprve nechápe a čeká nátlak nebo zradu, ale Frederick jej přesvědčuje, že má opravdu zájem jen o šachy (Talking chess/Rozhovor o šachách).
Anatolij, přes nátlak, který je na něj kladen, vítězí v šachovém turnaji s Viigandem (End Game/Koncovka).
Zůstává v aréně jen s Florence, kterou se snaží přesvědčit, aby s ním zůstala – ta jej ale přesvědčuje k návratu zpět k ženě a rodině, přestože jej stále miluje. (You and I - reprise/Ty a já - repríza).
Walter DeCourcey uklidňuje Florence, že se rozhodla dobře a že by se jim snad díky Anatolijovu návratu do Svazu mohlo podařit získat zpět jejího otce – i když nikdo neví, jestli je vůbec naživu. Florence přijímá svou samotu (Finale)

## Světová představení
Studiová nahrávka (1984)
Studiová nahrávka byla vyrobena ve Švédsku v Polar Music Studios pod režijní taktovkou Michaela B. Tretowa. V hlavních rolích se objevili Florence - Elaine Paige, The American - Murray Head, The Russian - Tommy Körberg, Molokov - Denis Quilley, Svetlana - Barbara Dickson, Rozhodčí - Björn Skifs
Londýn
Londýnské představení Šachů mělo premiéru v londýnském Prince Edward Theatre 14. května 1986. Režisérem byl Trevor Nunn, obsazení bylo shodné se studiovou nahrávkou
Broadway
Americké představení tvář muzikálu kompletně přestavělo - přestože základní zápletka zůstala stejná, příběh doznal značných změn. Premiéra byla 28. dubna 1988 a v hlavních rolích se představili Freddie - Philip Casnoff, Florence - Judy Kuhn, Anatolij - David Carroll, Molokov - Harry Goz, Walter - Dennis Parlato, Arbiter - Paul Harman, Svetlana - Marcia Mitzman
Dánské turné
V roce 2001 se konalo dánské turné, které kopírovalo příběh londýnské verze muzikálu. Z této verze pak vychází i české představení. Hlavní role: Florence Vassy - Emma Kershaw, Anatoly Sergievskij - Stig Rossen, Freddie Trumper - Zubin Varla, Světlana Sergejevská - Gunilla Backman, Alexander Molokov - Simon Clark, Walter DeCourcey - James Graeme, Rozhodčí - Michael Cormick
Švédská koncertní verze (Chess in concert)
je z roku 1994, v hlavních rolích - Florence - Karin Glenmark, The Russian - Tommy Körberg, The American - Anders Glenmark, Svetlana - Lena Ericsson, Molokov - Johan Schinkler, The Arbiter - Lars Risberg
Švédská verze
Z roku 2001, kompletně ve švédštině - slova napsali Tim Rice, Bjorn Ulvaeus a Tim Mark.
Actor's Fund of America Concert 2003
New Amsterdam Theater, Broadway. Mix londýnské verze a verze z Broadwaye.
Multimedia concert version, Los Angeles, 2007
Ford Amphitheatre, Los Angeles. Taktéž mix různých verzí. Část zisků jde na dobročinné účely.

## České představení
Právo na uvádění muzikálu v Čechách získalo v roce 2001 liberecké sdružení Ars Iuvenum, které ve spolupráci s Gymnáziem F. X. Šaldy začalo připravovat poloprofesionální představení. Pro českou verzi vznikl originální český překlad – jeho autory jsou Pavel Šulc a Lukáš Svoboda.
Premiéry se konaly 13. a 14. září 2002, derniéry 13. a 14. června 2003. Celkem bylo odehráno 14 představení, všechny v Domě Kultury Liberec.

### Realizační tým
Režie, kostýmy, scéna
Zuzana Kostincová
Dirigent, hudební nastudování
Dalibor Tuž

### Obsazení
- Florence Vassy – Zuzana Dvořáková
- Anatolij Sergejevskij – Jan Adam
- Freddie Trumper – Lukáš Pelc
- Světlana Sergejevská – Claudia Čulíková
- Alexandr Molokov – Petr Pleštil
- Walter DeCourcey – Radek Schejbal
- Rozhodčí – Jan Hanzl

## Známé písně
I Know Him So Well
v české verzi „Tak dobře ho znám“, známá taky jako singl Petry Janů „Já o něm vím své“
One Night In Bangkok
známá hlavně ve verzi, kterou zpívá Murray Head